# Vincent van Essen
Vincent van Essen (Nijkerk, 5 oktober 1979) is een Nederlands kok. Hij is vooral bekend als televisiekok in het RTL 4-programma Life & Cooking, als opvolger van Rudolph van Veen. Hij stopte hiermee in 2007.
Van Essen volgde de banket- en bakkersopleiding en daarna de hotelschool. Hij werkte als kok in verschillende restaurants. Na zijn vertrek bij De Kooktempel in Abcoude, begon hij samen met zijn partner een kookstudio.